# 스트롱의 용어색인

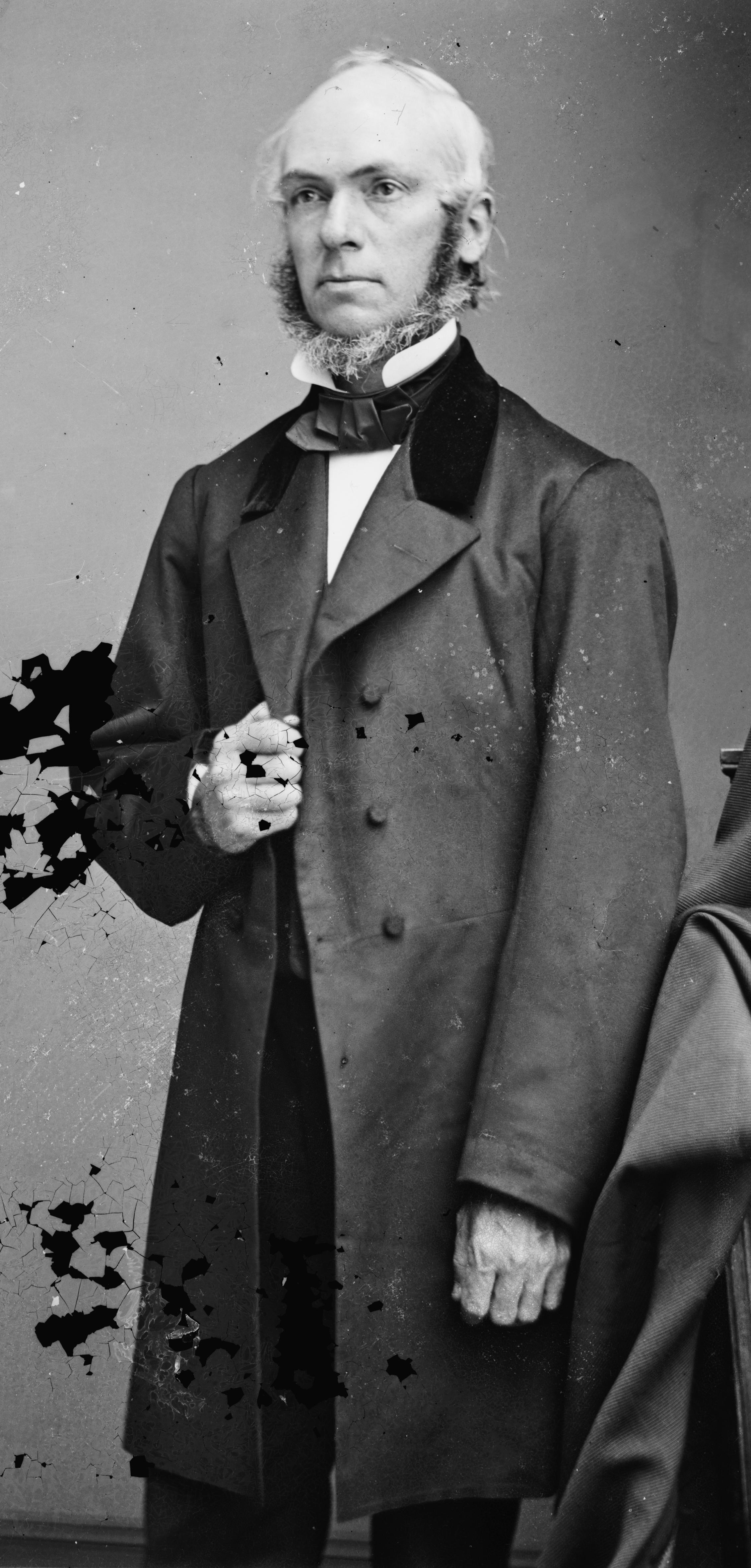
제임스 스트롱 (1822–1894)

스트롱의 성경 종합용어색인(Strong's Exhaustive Concordance of the Bible)은 일반적으로 스트롱의 용어색인(Strong's Concordance)으로 불리며, 제임스 스트롱 박사의 통솔 아래 1890년 처음 출판된 킹 제임스 성경 (KJV)의 용어색인이다.

18세기 말 미국의 신학자이던 제임스 스트롱(James Strong 1822 – 1894; August 7, aged 71)이 성경연구의 편의를 위해서 구약과 신약의 원어 어근 단어마다 번호를 붙여놓고 어느 성경에 어떻게 사용되었는지를 100여명의 학자들의 연구를 통해 뽑아놓은 색인 사전이다. 그리하여 도합 히브리어의 어근 8674개와 신약 헬라어 단어 5523개를 KJV성경을 기초로 사용된 예를 찾아보기로 편찬해놓은 책이 Strong's Concordance이다. 제임스 스트롱 (James Strong 1822 – 1894; August 7, aged 71)은 미국 뉴욕출신으로 웨슬리 신학Wesleyan University 을 1944년에 졸업하고 고향 뉴욕의 롱아일랜드에서 시장으로 재직하기도 하다가 그후 신학에 전념한 미국감리교 목사였으며 칼레톤 Carleton College 신학대학의 초대 총장이었다.

## 같이 보기
- 해석학 (철학)